# Evgenij Zimin
Evgenij Vladimirovič Zimin (in russo Евге́ний Влади́мирович Зими́н?; Mosca, 6 agosto 1947 – Mosca, 28 dicembre 2018) è stato un hockeista su ghiaccio sovietico, dal 1991 russo.

## Palmarès

### Olimpiadi invernali
- 2 medaglie[1]:
  - 2 ori (Grenoble 1968; Sapporo 1972)